# Luis de la Lastra y Cuesta
Luis de la Lastra y Cuesta (Cubas, Cantabria, 1 de diciembre de 1803-Sevilla, 5 de mayo de 1876) fue un sacerdote, obispo y cardenal español, además de senador por derecho propio (1858-1868).

## Biografía
Nació en la localidad de Cubas perteneciente al municipio de Ribamontán al Monte (Cantabria, España). Estudió humanidades en el colegio que poseían los escolapios en Villacarriedo (Cantabria). Se ordenó sacerdote en 1828. En el año 1831 fue nombrado canónigo doctoral en Orihuela y en el 1834 de Valencia.
En 1852 fue nombrado obispo de Orense, en 1863 arzobispo de Valladolid y en 1857 arzobispo de Sevilla. El Papa Pío IX le concedió el título de Cardenal en 1867.
Falleció en Sevilla en 1876. Se encuentra enterrado en la capilla de Santa Ana o del Cristo de Maracaibo de la catedral de Sevilla y en un sepulcro en el que se le representa de rodillas apoyado sobre un reclinatorio. La escultura es una obra de Ricardo Bellver, realizada en 1880.